# Sebald Buheler
Sebald Buheler, ou Bühler ou Buehler ou Büheler (1529-1594) est un peintre enlumineur et chroniqueur strasbourgeois.
Selon Philippe-Xavier Horrer (1787), « il a composé, d'après les mémoires de son père mort en 1553, et auquel il succéda en qualité de directeur de l'arsenal, une chronique allemande de la ville de Strasbourg, qui n'a point encore été imprimée ».
Cette chronique se présente sous la forme d'un manuscrit de 133 pages, 195 x 155 mm, doté d'une reliure en veau. Elle est rédigée en allemand et commence par ces lignes : « Ettliche Geschichten von der hohen Stifft unnd der Statt Strassburg. Alhier will ich sagen und anzeigen wie Strassburg und Elsass... »
À la mort de Hans Baldung Grien en 1545, Büheler hérita du fonds de l'artiste. 